# Wasilij Toropow
Wasilij Fiodorowicz Toropow (ros. Василий Фёдорович Торопов, ur. 1918 we wsi Machoni w guberni kostromskiej, zm. w lutym 2007 w Jarosławiu) – radziecki działacz partyjny i państwowy.

## Życiorys
W 1942 ukończył Gorkowski Instytut Rolniczy, 1942-1946 służył w Armii Czerwonej, od lutego 1946 do 1948 kierował gospodarstwem selekcji roślin nasieniowych kołchozu „Strana Sowietow” w obwodzie jarosławskim, od 1947 należał do WKP(b). W latach 1948–1951 był kierownikiem wydziału i sekretarzem Jarosławskiego Komitetu Rejonowego WKP(b), 1951-1953 szefem Zarządu Propagandy Rolniczej i Instytucji Naukowo-Badawczych Jarosławskiego Obwodowego Zarządu Gospodarki Rolnej, a 1953-1957 I sekretarzem Nagorjewskiego Komitetu Rejonowego KPZR. W latach 1957–1960 kierował Wydziałem Organów Partyjnych Komitetu Obwodowego KPZR w Jarosławiu, 1960-1961 był I sekretarzem Jarosławskiego Komitetu Rejonowego KPZR, a od 1961 do stycznia 1963 sekretarzem Jarosławskiego Komitetu Obwodowego KPZR. Od stycznia 1963 do grudnia 1964 był I sekretarzem Jarosławskiego Wiejskiego Komitetu Obwodowego KPZR, od grudnia 1964 do listopada 1979 przewodniczącym Komitetu Wykonawczego Jarosławskiej Rady Obwodowej, później zastępcą przewodniczącego Państwowego Komitetu RFSRR ds. Produkcyjno-Technicznego Zabezpieczenia Gospodarki Rolnej.

## Odznaczenia
- Order Rewolucji Październikowej
- Order Czerwonego Sztandaru Pracy (czterokrotnie)
- Order Przyjaźni Narodów